# Kaito Abe
Kaito Abe (født 18. september 1999) er en japansk fodboldspiller, som spiller for den japanske fodboldklub Fagiano Okayama.